# Département des services correctionnels de Virginie
Virginia Department of Corrections
Le département des services correctionnels de Virginie (en anglais : Virginia Department of Corrections ou VADOC) est l'organisme gouvernemental responsable de la gestion du système pénitentiaire de la Virginie. Le VADOC est une des plus anciennes agences pénitentiaires aux États-Unis. Son siège social se situe à Richmond.

## Histoire
Vers les années 1700 l'état de Virginie commence à faire construire de petites prisons de comté, toutefois, après la guerre d'indépendance, Thomas Jefferson commence à insister pour que la Virginie fasse construire un centre pénitentiaire, comme cela se faisait à l'époque en Europe. Pendant plus d'une décennie, l'Assemblée générale ignore les propositions de Jefferson[réf. nécessaire].
En 1796, une vague de réformes balaye l'Assemblée législative de la Virginie, et Benjamin Latrobe est engagé pour faire construire le premier pénitencier de la Virginie.

## Organisation et structure
Le département des services correctionnels de Virginie est une organisation placée sous la tutelle de l'Office de la Sécurité publique de la Virginie. Il est supervisé par le Secrétaire à la sécurité publique de la Virginie. Il dispose d'un directeur, qui est actuellement Harold Clarke, depuis 2010.
Trois divisions sont sous l'autorité directe du directeur du département, les divisions des Opérations, de réintégration et de communication, et l'administration. Chacun de ces directions est supervisée par un adjoint au directeur.

### La division des Opérations
Le directeur adjoint responsable de la divisions des Opérations gère les activités de probation et de liberté conditionnelle, ainsi que les opérations menées par des installations régionales relevant du département. La division est également chargée de lutter contre un nouveau type de délit gravement puni : les viols en prison. Ils sont également responsables de fournir une évaluation relative à certains délinquants sexuels aux tribunaux.

## Prisons du département des services correctionnels de Virginie
Le département des services correctionnels de Virginie gère les prisons de l'État de Virginie dont la liste est la suivante, cette liste n'incluant pas les prisons fédérales situées en Virginie qui sont gérées par le Bureau fédéral des prisons :

### Prison d’État
- Centre correctionnel d'Augusta (en)
- Centre correctionnel de Baskerville
- Centre correctionnel de Bland
- Centre de travail de Brunswick
- Centre correctionnel de Buckingham (en)
- Unité correctionnelle n°2 de Caroline
- Unité correctionnelle n°13 de Virginie Centrale
- Centre correctionnel de Coffeewood (en)
- Unité correctionnelle n°10 de Cold Springs
- Centre correctionnel de Deep Meadow
- Centre correctionnel de Deerfield (en)
- Centre correctionnel de Dillwyn (en)
- Centre correctionnel pour femmes de Fluvanna (en)
- Centre correctionnel de Green Rock
- Centre correctionnel de Greensville (en)
- Unité correctionnelle n°23 de Halifax
- Centre correctionnel de Haynesville (en)
- Unité correctionnelle n°17 de Haynesville
- Centre correctionnel de d'Indian Creek (en)
- Centre correctionnel de Keen Montain (en)
- Centre correctionnel de Lunenburg (en)
- Centre correctionnel de Marion
- Centre correctionnel de Nottoway (en)
- Unité correctionnelle n°28 Patrick Henry
- Centre correctionnel d’État de Pocahontas (en)
- Centre d'accueil de Powhatan
- Prison d’État de Red Onion (en)
- Centre correctionnel de River North (en)
- Unité correctionnelle n°9 de Rustburg
- Centre correctionnel de St. Brides (en)
- Prison d’État de Sussex I (en)
- Prison d’État de Sussex II (en)
- Centre correctionnel de pour femmes de Virginie (en)
- Prison d'Etat de Wallens Ridge (en)
- Unité correctionnelle de Wise (en)

### Prisons privées
- Centre correctionnel de Lawrenceville (en) (géré par GEO Group)

### Anciennes prisons
- Centre correctionnel de Brunswick (en)
- Établissement correctionnel pour femmes de Culpeper
- Centre correctionnel de James River (en)
- Centre correctionnel de Mecklenburg (en)
- Centre correctionnel de Southampton
- Pénitencier d'État de Virginie

## Application des peines de mort
Avant l'abolition de la peine de mort en Virginie en 2021, le couloir de la mort pour hommes était situé à la prison d’État de Sussex I (en), tandis que celui destiné aux femmes était situé au centre correctionnel pour femmes de Fluvanna (en). Avant le 3 aout 1998, le couloir de la mort était situé au centre correctionnel de Mecklenburg (en). La chambre d'exécution était installée au centre correctionnel de Greensville (en) situé près de la ville de Jarratt,.
Durant les années 1990, le couloir de la mort était localisé au pénitencier d'État de Virginie situé à Richmond, l'établissement accueillant les exécutions dès le 13 octobre 1908. Avant le remplacement du bâtiment en 1928, le couloir de la mort et la chambre d’exécution étaient situées dans le bâtiment A. La chambre d'exécution est par la suite transférée au centre correctionnel de Greensville (en) en 1991.